# Хід по Запоріжжю у 1990 році

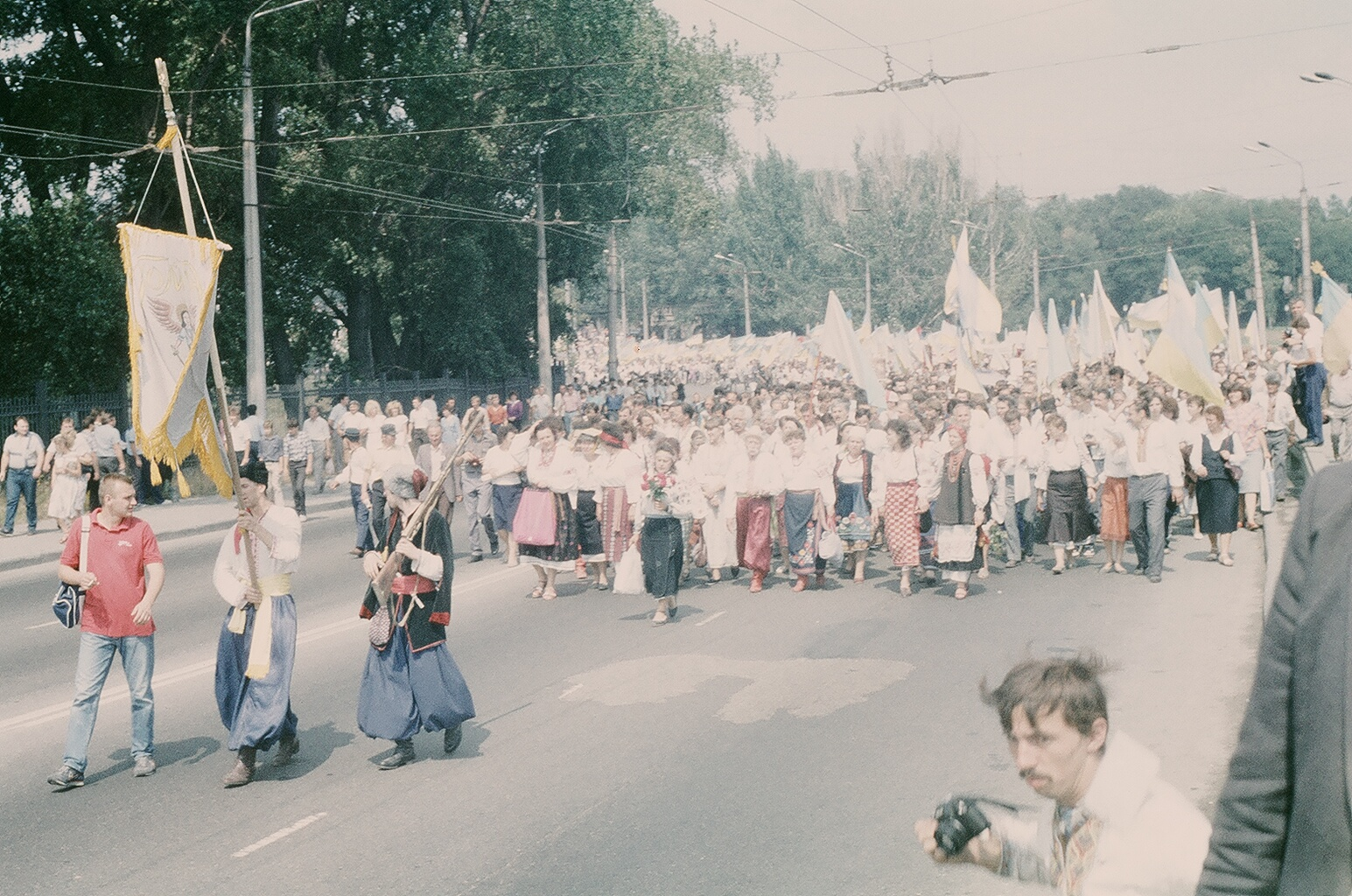
Хід по Запоріжжю у 1990 році

Великий Хід по Запоріжжю — масштабна історико-просвітницька акція Народного Руху України у 1990 р. в рамках відзначення 500-ліття Запорозького козацтва. Час проведення — 5 серпня 1990 р. Учасники Великого Ходу — близько 500 тис. осіб — географічно представляли практично всі області України.
Маршрут ходу — від Правого берега через Дніпрогес по головній вулиці до центру м. Запоріжжя, де відбувся мітинг.

## Джерело
- Ми йдемо! Нариси з історії Донецького обласного Товариства української мови ім. Т.Г.Шевченка гл. 4. 1990 Рік роботи, боротьби і перемог